# رازی کوو پارس
رازی کوو پارس یک واکسن کووید-۱۹ بر پایه پروتئین نوترکیب است که توسط مؤسسه تحقیقات واکسن و سرم‌سازی رازی، ایران تولید شده است. این واکسن شامل دو دز تزریقی و یک دز استنشاقی است.
این واکسن نخستین واکسن تزریقی - استنشاقی پروتئین نوترکیب کرونا در دنیا است. بعد از طراحی و تولید این واکسن کشورهای چین و روسیه به این تکنیک روی آوردند.

## مراحل کارآزمایی بالینی
مرحله اول آزمایش انسانی این واکسن در ۱۰ اسفند ۱۳۹۹ در بیمارستان رسول اکرم بر روی ۲ داوطلب انجام شد. که در پایان تعداد داوطلبان مرحله اول به ۱۳۳ نفر رسید. همچنین تزریق دز استنشاقی واکسن بر روی داوطلبان مرحله اول تست انسانی، در ۱ اردیبهشت ۱۴۰۰ صورت گرفت.
در ۶ خرداد ۱۴۰۰ فاز دوم کارآزمایی بالینی واکسن رازی کوو پارس با ۵۰۰ داوطلب آغاز و در مرداد ماه به پایان رسید همچنین فاز سوم کارآزمایی بالینی این واکسن در ۱۴ شهریور آغاز و در بهمن ۱۴۰۰ به پایان رسید.

## در نگاه دیگران
نشریه پولیتیکو در مطلبی با تاکید بر آنچه پیشتازی کشورهای رقیب با آمریکا نامیده، در خصوص پیشرفت‌ ایران در تولید واکسن‌های استنشاقی و عقب افتادن آمریکا از این حوزه هشدار داده و آن را تهدیدی بالقوه برای امنیت زیستی ایالات متحده دانسته است. 
خبر ساخت این واکسن در نشریات نیچر و لانست نیز منتشر شده است.
خط تولید این واکسن ۱۴ تیر ۱۴۰۱ تعطیل شد.